# Alexandre Quinet
Pour les articles homonymes, voir Quinet.
Alexandre Quinet, né le 3 septembre 1836 à Paris et mort le 10 avril 1900 à Colombes dans les Hauts-de-Seine, est un photographe français.

## Biographie
Louis Alexandre Emmanuel Quinet est le fils d'Alexandre Marie Quinet (d) , imprimeur-lithographe et photographe à Paris. Son frère cadet Achille Quinet est également photographe et fait breveter un appareil photo stéréoscopique, nommé quinetoscop.
Dans les années 1856-1857, Quinet accompagne le photographe Félix-Jacques Moulin, beau-frère de son père, comme assistant lors de son voyage en Algérie.
Alexandre Quinet a eu un studio photo à Paris environ de 1868 à 1882 au 42 rue Cadet et, pendant un temps de 1867 à 1872 également au 36 rue Montpensier. Il est membre de la Société française de photographie. Il expose à Paris en 1895 à la Deuxième exposition d'art photographique organisée par le Photo-club de Paris ; sa photographie Terrassiers en Normandie est reproduite dans l'album de l'exposition.
Des photographies de paysages et d'animaux d'Alexandre Quinet et de son frère Achille sont exposées en 1874 lors de la quatrième exposition de l'Union centrale des beaux-arts appliqués à l'industrie au Palais de l'Industrie à Paris.
Quinet est membre de la Société de géographie et a réalisé des portraits photographiques, entre autres, des deux explorateurs polaires Otto Martin Torell et Julius von Payer, ainsi que de l'explorateur britannique Verney Lovett Cameron, de l’ethnographe Pierre Trémaux, de l'explorateur Victor de Compiègne et du géographe János Hunfalvy. En tant que photoreporter du deuxième congrès international des géographes du 1er au 11 août 1875 au Jardin des Tuileries à Paris, Quinet a photographié les événements les plus importants et toutes les salles d'exposition et en a compilé un album photo.
Quinet a également pris des photos à l’Exposition universelle de 1878 à Paris,.

## Galerie

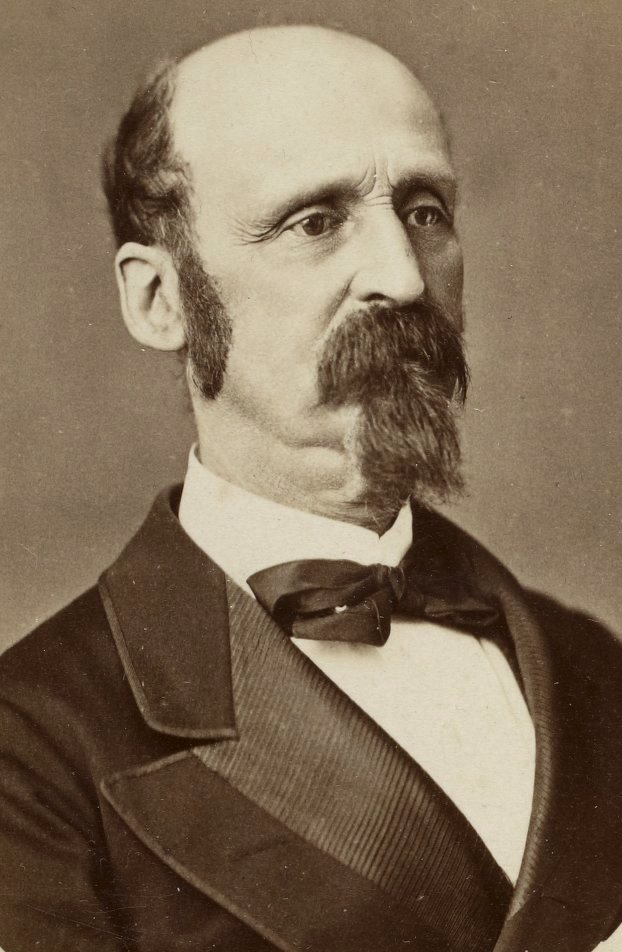
Le géographe italien Francesco Miniscalchi Erizzo (it), vers 1870.
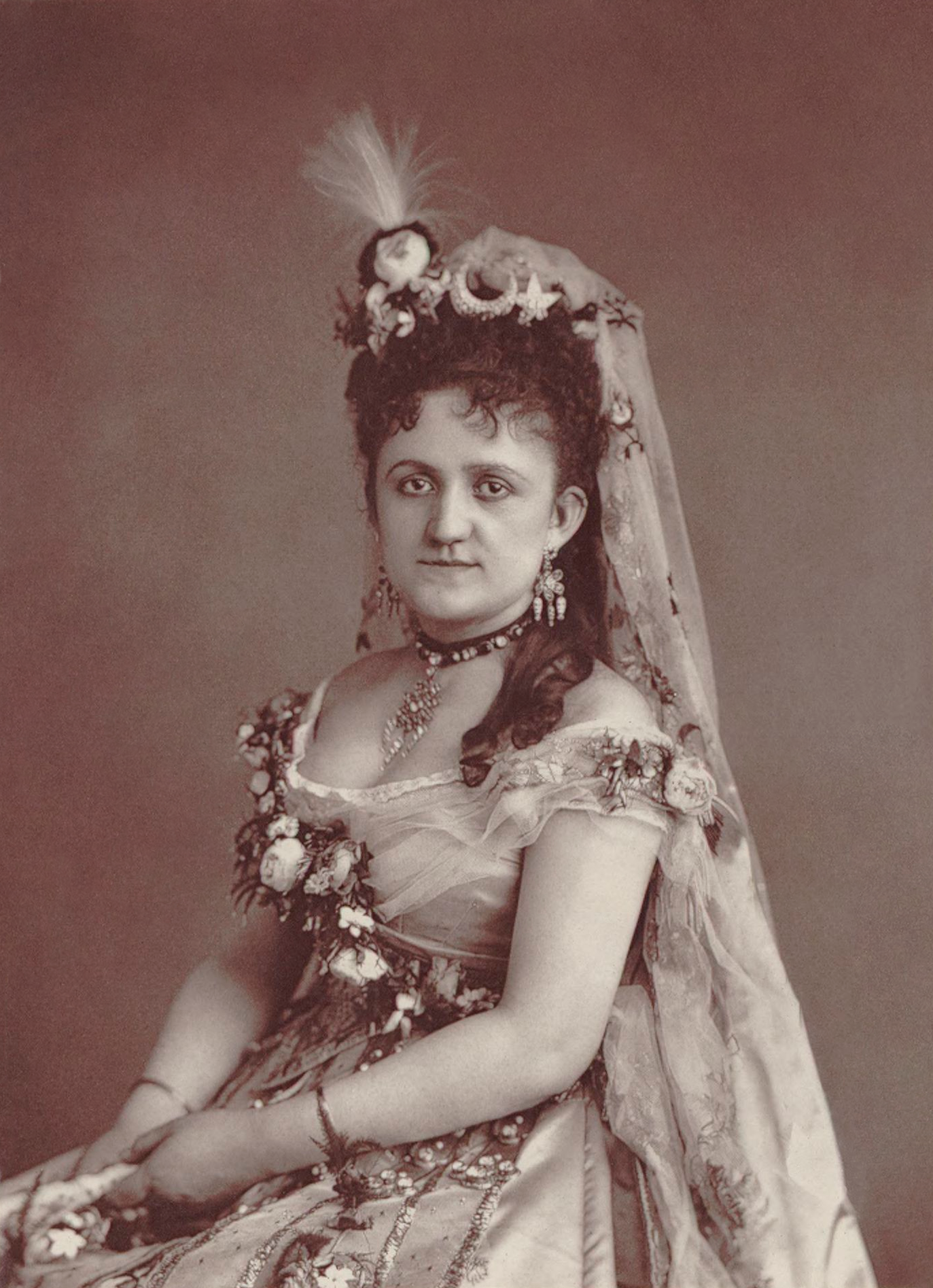
Marguerite Priola dans Le roi l'a dit, opéra-comique de Léo Delibes, rôle de Javotte, 1873.
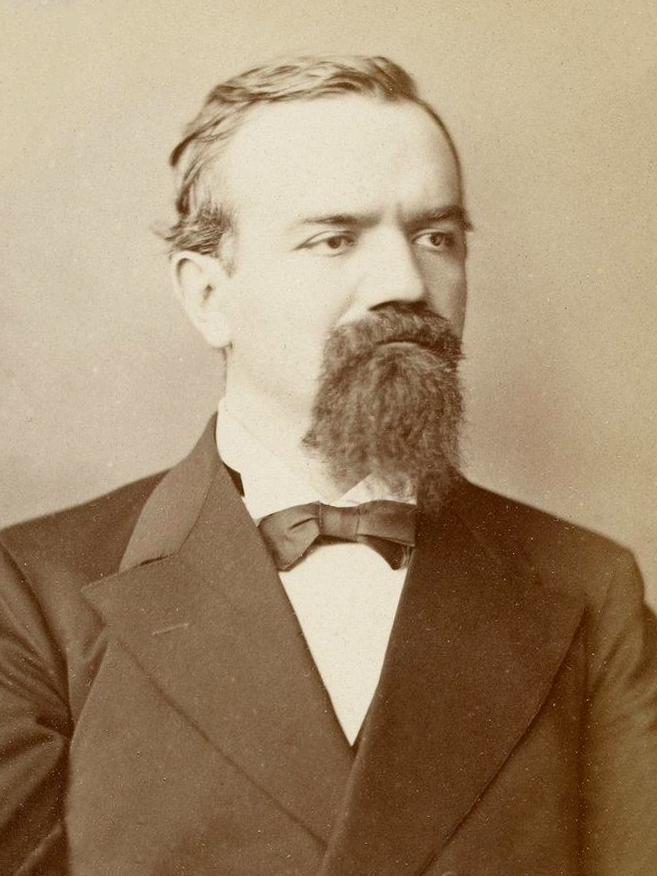
Titu Maiorescu, 1882.
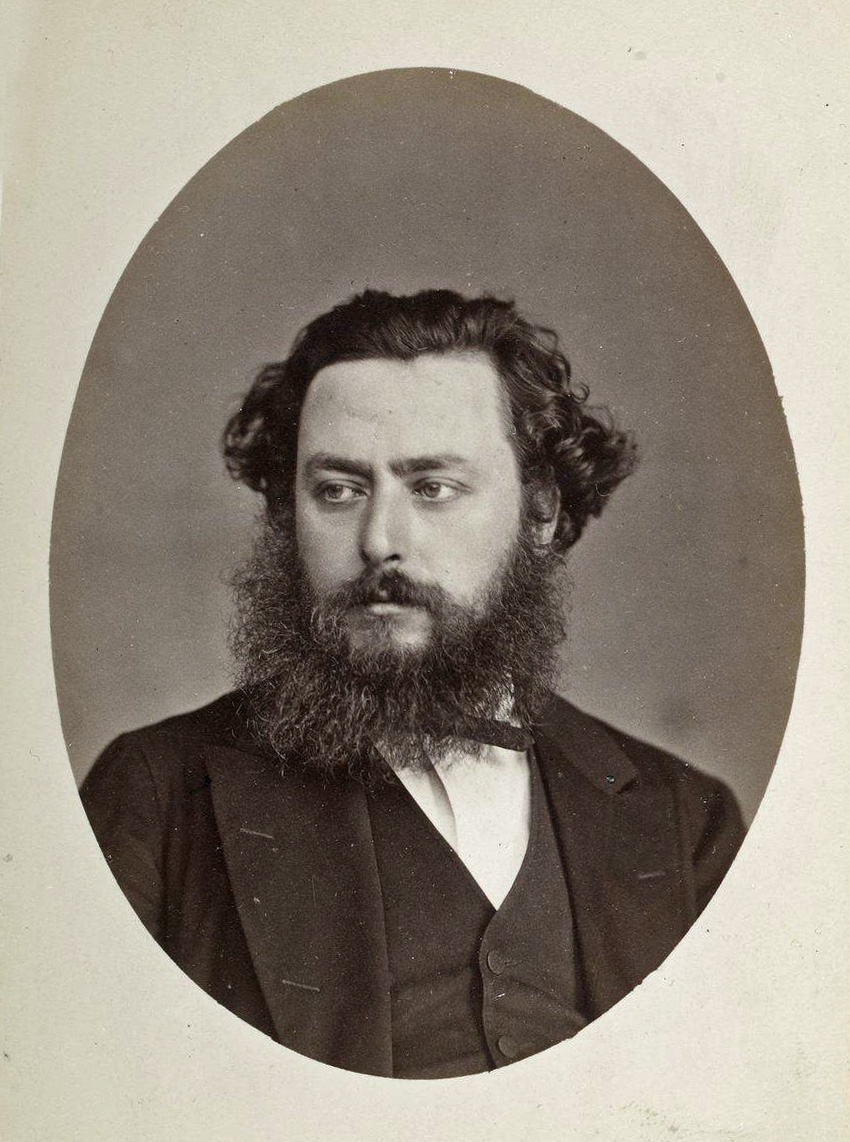
Léon de Cessac.
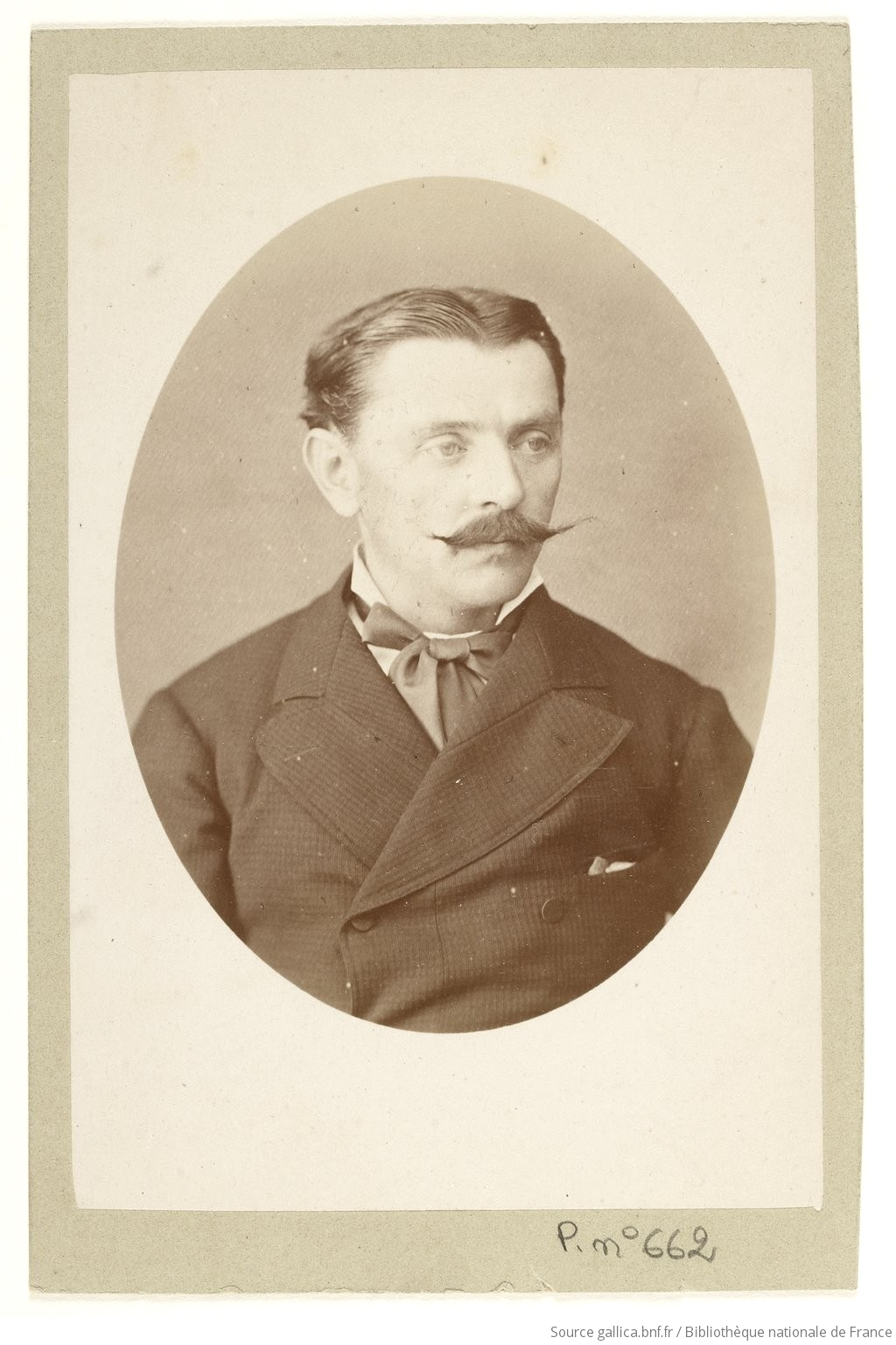
August Schluga von Rastenfeld (de), militaire et espion prussien.